# Захарово (Рубцовський район)
Заха́рово (рос. Захарово) — село у складі Рубцовського району Алтайського краю, Росія. Входить до складу Безрукавської сільської ради.

## Населення
Населення — 229 осіб (2010; 253 у 2002).
Національний склад (станом на 2002 рік):
- росіяни — 96 %